# Rositsa Stamenova
Rositsa Stamenova (Bulgaria, 6 de marzo de 1955) es una atleta búlgara retirada especializada en la prueba de 400 m, en la que consiguió ser medallista de bronce europea en pista cubierta en 1984.

## Carrera deportiva
En el Campeonato Europeo de Atletismo en Pista Cubierta de 1983 ganó la medalla de bronce en los 400 metros, con un tiempo de 52.36 segundos, tras la checoslovaca Jarmila Kratochvílová (oro con 49.69 segundos) y la alemana Kirsten Siemon.
En el Campeonato Europeo de Atletismo en Pista Cubierta de 1984 ganó la medalla de bronce en los 400 metros, con un tiempo de 52.41 segundos, de nuevo tras la checoslovaca Taťána Kocembová (oro con 49.97 segundos) y la italiana Erica Rossi.